# The Book Beri'ah - Netzach
Netzach  est le disque numéro 7 du coffret The Book Beri'ah, troisième volet du projet Masada de John Zorn. Il est interprété par le Gnostic Trio. Il est publié en tant qu'album en juillet 2019.

## Titres
| No | Titre       | Durée |
| -- | ----------- | ----- |
| 1. | Pirke Avot  | 5:02  |
| 2. | Ha-Murgash  | 8:36  |
| 3. | Atarah      | 4:32  |
| 4. | Shi'ur Koma | 4:02  |
| 5. | Safra       | 3:09  |
| 6. | Re'cha      | 4:20  |
| 7. | Merkaba     | 6:23  |
| 8. | Hispashut   | 4:56  |
| 9. | Olamot      | 6:01  |

## Personnel
- Bill Frisell - guitare
- Carol Emanuel - harpe
- Kenny Wollesen - vibraphone